# Premios Boston Globe-Horn Book
Los premios Boston Globe-Horn Book  son unos premios literarios que, desde 1967 y de manera anual, otorgan el periódico The Boston Globe y la revista bimensual sobre literatura juvenil The Horn Book Magazine, ambos estadounidenses.

## Otorgantes

Logotipo de The Boston Globe. Cuenta con 26 premios Pulitzer y es uno de los otorgantes de los premios.

El diario The Boston Globe salió a la luz en el año 1872 en la ciudad de Boston y sigue siendo editado en la actualidad. Entre 1993 y 2011 fue propiedad del The New York Times Company tras lo que fue adquirido por un inversor privado. Es un periódico prestigioso que cuenta con 26 premios Pulitzer.
La revista The Horn Book Magazine fue creada en 1924 y sus números salen a la luz cada dos meses. Está especializada en literatura juvenil y cuenta como una de las revistas sobre esta temática más antiguas y prestigiosas de los Estados Unidos.

## Características

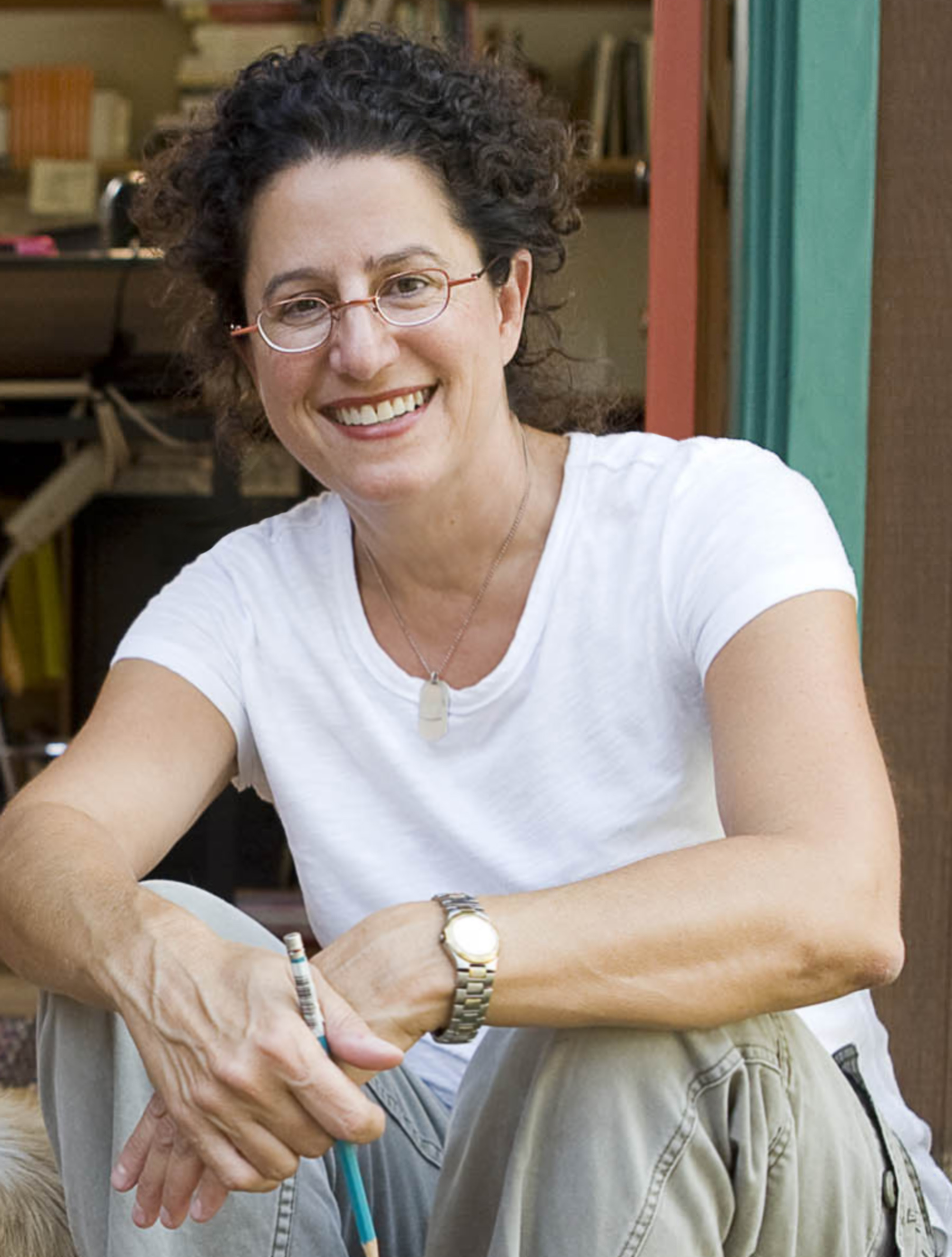
la autora estadounidense Marla Frazee. Su obra The Farmer and the Clown obtuvo el galardón de 2015 en la categoría de cuentos ilustrados.

Los galardones premian la «excelencia en literatura infantil y juvenil». Fueron concedidos por primera vez en 1967 e ininterrumpidamente desde entonces, se han entregado cada año de manera que, en 2016, han cumplido su 50 aniversario.
Se otorgan a obras publicadas en Estados Unidos independientemente de la nacionalidad de sus autores. Tienen 3 categorías:
1) Cuentos ilustrados.
2) Obras de ficción y poesía.
3) Obras de no ficción.
Aparte del premio y de manera excepcional, una obra puede recibir una mención especial debido a su alta calidad. Igualmente se pueden conceder menciones de honor hasta para dos obras que no hayan alcanzado el premio.
Las obras candidatas son presentadas por sus editores quienes pueden proponer hasta un total de nueve para cada una de las tres categorías. Deben haber sido publicadas en los Estados Unidos entre los meses de junio, del año anterior, y mayo, del año en que se otorgan los galardones. Aunque se pueden presentar nuevas ediciones de obras publicadas anteriormente, no se admiten reediciones, libros de texto, libros electrónicos o audiolibros.
Un jurado de tres miembros selecciona a las obras ganadoras entre aquellas que han presentado los editores. Los títulos se dan a conocer en junio, su entrega es en otoño y los discursos de aceptación de sus autores se publican en el número de la revista The Horn Book Magazine correspondiente a enero/febrero.
Los premios están dotados con un importe de 500 Dólares y un cuenco de plata grabada. Las obras que reciben una mención honorífica obtienen únicamente dicho cuenco de plata.

## Ganadores
En las últimas ediciones fueron concedidos estos galardones a las siguientes obras:
| Premios Boston Globe-Horn Book |                           |                               |                                                                           |
| Edición                        | Categoría                 | Autor/a                       | Obra                                                                      |
| 2016                           | Cuentos ilustrados        | Roxane Orgill/Francis Vallejo | Jazz Day: The Making of a Famous Photograph                               |
| 2016                           | Obras de ficción y poesía | Frances Hardinge              | The Lie Tree                                                              |
| 2016                           | Obras de no ficción       | Steve Sheinkin                | Most Dangerous: Daniel Ellsberg and the Secret History of the Vietnam War |
| 2015                           | Cuentos ilustrados        | Marla Frazee                  | The Farmer and the Clown                                                  |
| 2015                           | Obras de ficción y poesía | Katherine Rundell             | Cartwheeling in Thunderstorms                                             |
| 2015                           | Obras de no ficción       | Candace Fleming               | The Family Romanov: Murder, Rebellion, and the Fall of Imperial Russia    |
| 2014                           | Cuentos ilustrados        | Peter Brown                   | Mr. Tiger Goes Wild                                                       |
| 2014                           | Obras de ficción y poesía | Andrew Smith                  | Grasshopper Jungle                                                        |
| 2014                           | Obras de no ficción       | Steve Sheinkin                | The Port Chicago 50: Disaster, Mutiny, and the Fight for Civil Rights     |